# Nakada Kenji
Kenji Nakada (tiếng Nhật: 仲田 建二; sinh ngày 4 tháng 10 năm 1973) là một cầu thủ bóng đá người Nhật Bản.

## Sự nghiệp câu lạc bộ
Kenji Nakada đã từng chơi cho Ventforet Kofu.